# Eggfluetunnel
Der Eggfluetunnel ist ein 2790 Meter langer Strassentunnel und Teil der Jurastrasse H 18, die Delsberg  mit der Nordwestschweiz und dem Grossraum Basel verbindet. Gleichzeitig ist der Tunnel Bestandteil der Ortsumfahrung der Gemeinde Grellingen. Der Tunnel unterquert das Blauengebirge des Faltenjuras. Namensgebend für den Tunnel ist die Eggflue, ein bewaldeter Bergrücken in der Blauenregion. Im Beobachtungszeitraum 2008 bis 2017 wurde eine Verkehrsstärke von täglich durchschnittlich rund 18'000 Fahrzeugen im Tunnel gezählt.

## Geschichte

### Bau
Der Tunnelvortrieb begann im August 1991 von West nach Ost. Der Ausbruch erfolgte mit einer Teilschnittmaschine. Der Ausbruchquerschnitt wurde in Kalotte (55 Quadratmeter), Strosse (28 Quadratmeter) und Sohle (20 Quadratmeter) unterteilt (→ Begriffe des Tunnelbaus). Abgesehen von 300 Meter wurde der gesamte Tunnel mit einem Sohlgewölbe ausgeführt. Der Kalottendurchschlag fand am 24. Juni 1994 statt, Strosse und Sohle wurden 1996 aufgefahren. Mit dem Einbau des Deckbelages wurden die Bauarbeiten im April 1999 beendet und das Bauwerk im Juni desselben Jahres dem Verkehr übergeben.

### Sicherheitstechnische Nachbesserungen
Im Eggfluetunnel ereigneten sich in regelmässigen Abständen Verkehrsunfälle. Eine häufige Ursache war, dass beschlagende Scheiben die Sicht beeinträchtigen und damit zu dichtes Auffahren begünstigen. An den Tunnelportalen wurden daher grosse Warn- und Hinweistafeln angebracht, die auf das Einschalten der Scheibenwischer hinweist. Zusätzlich gibt es eine messgesteuerte Temporeduktion, sobald die physikalischen Bedingungen für das Scheibenbeschlagen gegeben ist. Zusätzlich sind weitere Massnahmen getroffen worden, die Fluchtwege zu verbessern sowie Baumassnahmen, welche die Anpassung der Fahrraumlüftung verbessern. Ausserdem wurde die Durchfahrtsbeleuchtung erneuert.

## Baudaten
Für den 2790 Meter langen Tunnel wurden bergmännisch 2630 Meter ausgebrochen. Der Tagbautunnel hatte eine Länge von 162 Meter. Die Höhe des Lichtraumprofils beträgt 4,50 Meter, die Fahrbahnbreite 7,50 Meter. Zum Tunnelbau mussten 300'000 Kubikmeter Erdreich ausgebrochen werden. Insgesamt wurden 49'000 Kubikmeter Beton verbaut. Der Belag hat eine Masse von 20'000 Tonnen.